# 己二酸二辛酯
己二酸二辛酯（英語：Dioctyl adipate，缩写DOA）是一种二羧酸二酯，化学式(CH2CH2CO2C8H17)2，常温常压下为无色油状液体，可看做一分子己二酸与两分子正辛醇形成的二酯，常用作塑化剂。